# Jorge Verkroost
Jorge Verkroost (Amsterdam, 3 september 1978) is een Nederlands musicalacteur, Performing Artist, Entertainer.                                                    Naast zijn werk als uitvoerend kunstenaar is hij Vocal Coach, Regisseur en Koordirigent.

## Biografie
Jorge Verkroost volgde als kind sinds 1985 lessen koorzang en drums aan  de muziekschool Waterland. Daarna ging hij naar het Nederlands Kinder Theater voor zang, dans en acteren. Na zijn middelbare school studeerde hij aan het Conservatorium Alkmaar en vervolgens aan het HBO Musical Theater te Alkmaar, waar hij in 2000 afstudeerde. Na zijn studie volgde hij workshops van onder anderen Willem Nijholt, Pia Douwes en Karin Bloemen. Hij kreeg les van zangcoaches als Maria Rondèl en Jimmy Hutchinson. Vanaf 2010 t/m midden 2015 was hij dirigent van het koor van Kinderen voor Kinderen.

## Carrière

### Televisieseries
- 2004 - Wat zou jij doen?
- 2004 - Koefnoen
- 2004 - AVRO's Sterrenjacht (kandidaat)
- 2006 - Kookpiet in de tv-serie Ontbijt Piet!
- 2009 - Life4You te gast als Ciske de Rat
- 2015 - De Nachtwacht (Trolwezen)

### Theater
- 1991-1992: Les Misérables (Rol: Gavroche)
- 2000-2001: 101 Dalmatiërs de musical (Rol: Pongo)
- 2001-2002: Titanic de musical (Rol: J.J. Astor)
- 2003:           Into the woods (Rol: Kamerheer/Vader Cinderella)
- 2005:          Nine (Rol: Casanova)
- 2005-2007: Beauty and the Beast (Rol: Lefou)
- 2007-2010  Ciske de Rat de Musical (Rol: Cis de Man/Jan Verkerk)
- 2009:          Musicals gone mad (Rol: diverse persiflages)
- 2010:          Musical helpt Haïti Benefietconcert
- 2010:          Rocky over the rainbow. (Rol: Lick)
- 2011-2012: Droomvlucht de Musical (Rol: Furius de Trollenkoning)
- 2013-2014: Tovenaar van Oz (Rol: Tovenaar van Oz)
- 2016-2017: Beauty and the Beast (Rol: Lefou)
- 2021:          Showstoppers - In Concert
- 2017-2023: Studio Gala Dinnershow
- 2024-2025:  Frozen (Rol: Graaf van Wesselland)